# Onosandridus calcaratus
Onosandridus calcaratus is een rechtvleugelig insect uit de familie Anostostomatidae. De wetenschappelijke naam van deze soort is voor het eerst geldig gepubliceerd in 1929 door Karny.